# Nailia Guiliazova
Nailia Guiliazova –en ruso, Наиля Гилязова– (Kazán, URSS, 2 de enero de 1953) es una deportista soviética que compitió en esgrima, especialista en la modalidad de florete.
Participó en dos Juegos Olímpicos de Verano en los años 1976 y 1980, obteniendo dos medallas, oro en Montreal 1976 y plata en Moscú 1980. Ganó ocho medallas en el Campeonato Mundial de Esgrima entre los años 1974 y 1982.

## Palmarés internacional
| Juegos Olímpicos   | Juegos Olímpicos           | Juegos Olímpicos  | Juegos Olímpicos    |
| Año                | Lugar                      | Medalla           | Prueba              |
| ------------------ | -------------------------- | ----------------- | ------------------- |
| 1976               | Montreal (Canadá)          | Medalla de oro    | Florete por equipos |
| 1980               | Moscú (URSS)               | Medalla de plata  | Florete por equipos |
| Campeonato Mundial |                            |                   |                     |
| Año                | Lugar                      | Medalla           | Prueba              |
| 1974               | Grenoble (Francia)         | Medalla de oro    | Florete por equipos |
| 1974               | Grenoble (Francia)         | Medalla de bronce | Florete individual  |
| 1975               | Budapest (Hungría)         | Medalla de oro    | Florete por equipos |
| 1977               | Buenos Aires (Argentina)   | Medalla de oro    | Florete por equipos |
| 1978               | Hamburgo (RFA)             | Medalla de oro    | Florete por equipos |
| 1979               | Melbourne (Australia)      | Medalla de oro    | Florete por equipos |
| 1981               | Clermont-Ferrand (Francia) | Medalla de oro    | Florete por equipos |
| 1982               | Roma (Italia)              | Medalla de oro    | Florete individual  |